# Maderspach Viktor
Maderspach Viktor (Iszkrony, 1875. február 11. – Budapest, 1941. október 4.) erdélyi német származású magyar mérnök, sportoló, vadászati szakíró.

## Életpályája
1848–1849-es szabadsághős-házaspár, Maderspach Károly és Buchwald Franciska unokája. Gyermekkorát a család Hunyad vármegyei birtokán élte.
Tanulmányait a bécsi Műegyetemen végezte. Később a családi birtokok irányításával foglalkozott. Őseitől a ruszkabányai márvány- és vasércbányát, kohót, és több ezer holdnyi erdőt örökölt. A Zsil völgyének vidéke, a Retyezát és a Páring havasok jó része egykor a Maderspach család birtokához tartozott. Elismert mérnök, sportoló és vadász volt. A magyar mellett kiválóan beszélt németül, románul, angolul, olaszul, de értett franciául és törökül is.
1914-ben az első világháború kitörésekor az elsők között jelentkezett harctéri szolgálatra és az orosz frontra vezényelték. Két év szolgálat után szabadságra hazatér Iszkronyba. Az erdélyi román betöréskor (1916) gerillacsapatot vezetett a Retyezát és Páring hegységekben, a Kudzsiri-havasokban, valamint a Vulkán-hegységben (erről írta Az oláhok vérnyomában a Fekete-tengerig c. könyvét). Magyar honvédek mellett bosnyák hegyivadászok, környékbeli románok, olaszok, szlovákok is, nem feltétlen feddhetetlen múlttal és az erkölcsi bizonyítvánnyal élők voltak különítményében, amit rövidesen csak „oláhölőknek” neveztek – ez a név végül a parancsnokon ragadt.
A trianoni békeszerződés után család birtokán maradt és – akarata ellenére – román állampolgárrá lett. 1921-ben csapdát állítottak neki, így egy magyar tiszti összeesküvésben való részvétele miatt menekülnie kellett, Szerbián keresztül Magyarországra. Ennek történetét Menekülésem Erdélyből című könyvében írta le (először a Magyarság, majd a Soproni Szemle közölte). A Rongyos Gárda tagjaként részt vett a nyugat-magyarországi felkelésben is, a nagy jelentőségű második ágfalvi összecsapás egyik parancsnoka volt. Legitimistaként részt vett a budaörsi csatában is, ahol megsebesült, majd fogságba került. 
Később mérnökként dolgozott, valamint írásaiból élt, Székesfehérvár mellett és Mátyásföldön. 
Közreműködött az 1940-es erdélyi bevonulásban. Teherautója felborulásakor szerzett sérülésébe halt bele 1941. október 3-án éjjel fél tizenegy órakor. 1934-től haláláig Mátyásföldön élt családjával. A cinkotai köztemetőben nyugszik.

## Művei
- Menekülésem Erdélyből (Stádium, Budapest, 1927)
- Az oláhok vérnyomában a Fekete-tengerig (Ludvig és Janovits Ny., Miskolc, 1930. Julier Ferenc előszavával)
- Véres lábnyomok a Kárpátok gerincén
- A nászajándék (Árpád Ny., Szeged, 1936)
- Páreng-Retyezát – Vadászataim a Déli-Kárpátokban (Vajna, Budapest, 1936)
- A románok nyomában (Stádium, Budapest, 1940; megegyezik Az oláhok vérnyomában a Fekete-tengerig című könyvvel, az előszó csak kismértékű hozzáfűzéssel bővült)
- Havasi vadászataim (Vajna és Bokor, Budapest, 1942)
- Medve! (Ruszkabányai, Budapest, 1943)
- Élményeim a nyugatmagyarországi szabadságharcból; szerk. Ádám Jenő; Közdok, Budapest, 2000
- Karaván a havasokban. Kisregények és elbeszélések; Lazi, Szeged, 2013
- Hazám volt a Retyezát; szerk. Sonnevend Imre; Vértesi Erdészeti és Faipari Zrt., Tatabánya, 2017
- Konstantinápolytól Kairóig – Kalandozások Törökországban, Palesztínában és Egyiptomban, 1911–1938 (Erdélyi Szalon Kiadó, Szentendre, 2024)

## Emlékezete

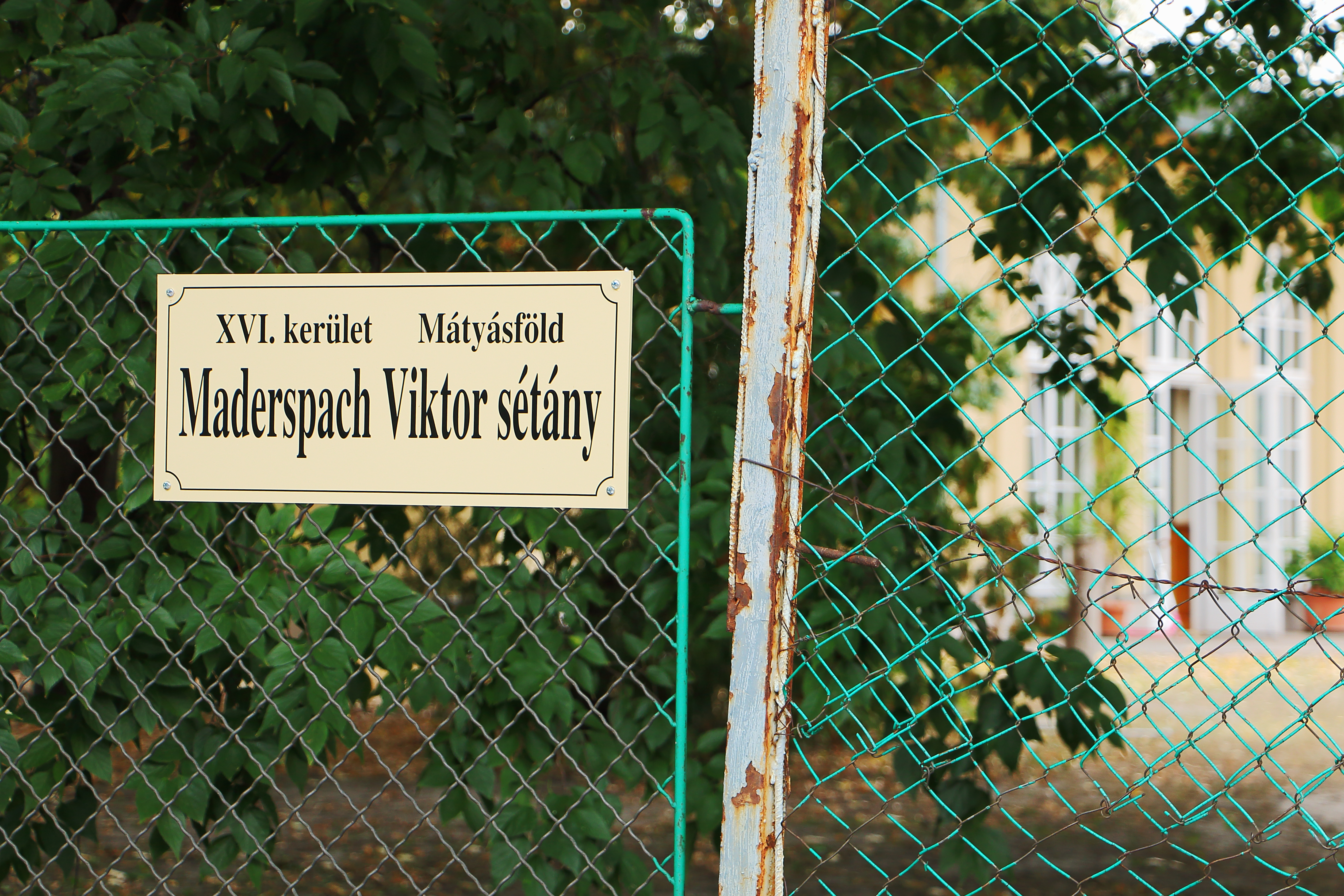
Utcatábla a Mátyásföldi Lawn Tennis Club (MLTC) épületénél

- A Budakeszi Erdészet vadász-panteonjában 2002-ben avatták Tóth Dávid szobrát róla.[6][7]
- Várpalota mellett 2013. szeptember 19-én adták át a Bakony Harckiképző Központ száz éves ünnepségének részeként a Maderspach Viktor-kilátót.[8][9]
- Nevét viseli 2020. szeptember 2-ától Budapest XVI. kerületében egy sétány az Erzsébetligeti Színház oldalában.

## Kapcsolódó szócikk
- Petrozsény